# T. Bill Sutherland
T. Bill Sutherland (né le 31 mars 1942) est un physicien théoricien américain, professeur émérite de physique à l'université de l'Utah.

## Biographie
Il obtient son BA de l'Université Washington de Saint-Louis et son doctorat en 1968 alors qu'il étudie avec le lauréat du prix Nobel Chen Ning Yang à Stony Brook. Il est surtout connu pour ses travaux en mécanique statistique et en théorie quantique à plusieurs corps. Au début de sa carrière, il résout le modèle à six sommets et développe une solution exacte en 1967, et traite ensuite le modèle à huit sommets en 1970. Il termine son travail postdoctoral à Berkeley dans la période 1969-1971 où il s'intéresse au potentiel carré inverse de nombreuses interactions corporelles. Il est ensuite professeur de physique à l'université de l'Utah en 1971 où il travaille jusqu'à sa retraite en 2004.
Plus particulièrement, son nom est associé au modèle Calogero-Sutherland qui est un domaine de recherche majeur en physique théorique et en mathématiques.
Il est élu membre de l'American Physical Society en 1989 "pour ses contributions à la compréhension des états électroniques dans les solides" . Pour ses profondes contributions au domaine des modèles exactement solubles en mécanique statistique et en physique à plusieurs corps, Sutherland est un co-récipiendaire du prix Dannie Heineman 2019 de la société pour la physique mathématique, aux côtés de Francesco Calogero et Michel Gaudin.